# Universitat Pierre i Marie Curie
La Universitat Pierre i Marie Curie (francès: Université Pierre-et-Marie-Curie), anomenada UPMC a partir de 2007 coneguda també com a Paris 6, va ser una universitat pública d'investigació de París en funcionament de 1971 a 2017. La universitat es trobava al campus de Jussieu, al barri llatí del cinquè districte de París, França.
Considerada la millor universitat de França en medicina i salut, el 2018 es va fusionar amb la Universitat París-Sorbonne en la nova Sorbonne Université.

## Història
París VI va ser hereva de la facultat de ciències de la Universitat de París, que es va reconvertir en diverses universitats el 1970 després de les protestes estudiantils del maig del 1968. El 1971, les cinc facultats de l'antiga Universitat de París (París VI com a Facultat de Ciències) es van dividir i després es van tornar a formar en tretze universitats per la Llei Faure. El campus de París VI es va construir als anys cinquanta i seixanta, en un lloc abans ocupat pels magatzems de vins. El degà, Marc Zamanski, va veure el campus de Jussieu com un símbol tangible del pensament científic al cor de París, amb la Facultat de Ciències, ubicada al barri llatí, com a part d'un continu intel·lectual i espiritual vinculat a la història universitària de París. Paris 6 compartia el campus de Jussieu amb la Universitat de París 7 (Paris Diderot University) i l'Institut Geofísic de París (Institut de Physique du Globe).
El 1974, la Universitat de París VI va adoptar el nom d'Université Pierre et Marie Curie, en motiu dels físics Pierre i Marie Curie. El 2006, la Universitat Pierre i Marie Curie va col·laborar amb el govern dels Emirats Àrabs Units per crear la Universitat París-Sorbonne, Abu Dhabi, una empresa derivada a Abu Dhabi. El 2007, la universitat va escurçar el seu nom a la UPMC. El 2008 la universitat es va unir a l'associació Paris Universitas canviant el seu logotip en conseqüència i afegint el nom de l'associació després de la seva.
L'UPMC va ser un gran complex científic i mèdic a França, actiu en molts camps de recerca amb abast i assoliments a un nivell elevat. Diversos rànquings universitaris situen regularment la UPMC al primer lloc de França i s'ha classificat com una de les millors universitats del món. L'ARWU el 2014 va classificar l'UPMC com la 1a a França, la sisena a Europa i la 35a al món i també la quarta en matèria de matemàtiques, la 25a en camp de la física, la 14a en camp de les ciències naturals i la 32a en l'enginyeria, la tecnologia i la ciència computacional.
La UPMC comptava amb més de 125 laboratoris, la majoria associats amb el Centre Nacional de la Recerca Científica (CNRS). Alguns dels instituts i laboratoris més destacats són l'Institut Henri Poincaré, l'Institut d'astrophysique de Paris, el Laboratoire Informationatique de Paris 6 (LIP6), l'Institut de matemàtiques de Jussieu (compartit amb la Universitat París-Diderot) i el Laboratoire Kastler- Brossel (compartit amb l'École Normale Supérieure).

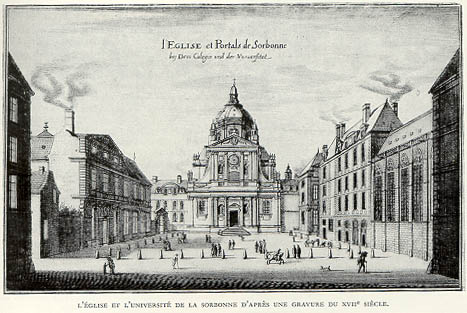
Universitat de París (Sorbona) al

La universitat estava situada en dos hospitals universitaris, el Pitié-Salpêtrière Hospital i l'Hôpital Saint-Antoine.

## Dissolució
El 2010, es va crear el grup Universitat de la Sorbona, incloent-hi la Universitat de Panteó-Assas, la Universitat Paris-Sorbonne, el Muséum National d'Histoire Naturelle, l'INSEAD i la Universitat de Tecnologia de Compiègne ; per a aquesta ocasió, es va canviar de nou el logotip de la UPMC.
L'1 de gener de 2018, la UPMC es va fusionar amb la Universitat París-Sorbona en una universitat combinada de la Universitat Sorbona.